# Patrick Chinyemba
Patrick Chinyemba (* 3. Januar 2001) ist ein Boxer aus Sambia im Fliegengewicht. Er war bisher unter anderem Afrikameister 2022 und Gewinner der Afrikaspiele 2023 sowie Teilnehmer der Olympischen Spiele 2020 und 2024. Für 2023 wurde er zu Sambias Sportler des Jahres gewählt.

## Karriere
Chinyemba begann 2011 mit dem Boxsport und wurde bei der afrikanischen Olympiaqualifikation 2020 in Dakar nach einer knappen Niederlage im Finale mit 2:3 gegen Mohamed Flissi Zweiter, womit er sich für die Olympischen Spiele 2020 in Tokio qualifizierte. Dort siegte er gegen Alex Winwood, ehe er mit 2:3 gegen den späteren Olympiasieger Galal Yafai ausschied.
Bei den Commonwealth Games 2022 in Birmingham erreichte er unter anderem mit einem erneuten Sieg gegen Alex Winwood das Halbfinale, wo er gegen Amit Panghal unterlegen war und Bronze gewann. Zudem gewann er 2022 Gold bei der Afrikameisterschaft in Maputo.
2023 konnte er bei der Weltmeisterschaft in Taschkent einen 5. Platz erkämpfen, nachdem er nach drei Siegen erst im Viertelfinale mit 3:4 gegen Martín Molina ausgeschieden war. Im selben Jahr gewann er zudem die afrikanische Olympiaqualifikation von Dakar und die Afrikaspiele in Accra. Er startete daraufhin bei den Olympischen Spielen 2024 in Paris, wo er diesmal Amit Panghal besiegte, dann jedoch gegen den späteren Bronzegewinner David de Pina unterlag.
Am 17. August 2024 gewann er in Addis Abeba mit einem Sieg gegen Theophilus Allotey den Afrikatitel der IBA im Fliegengewicht.